# 石川馨
石川 馨（いしかわ かおる、1915年7月13日 - 1989年4月16日）は、日本の化学工学者。工学博士。東京大学名誉教授、東京理科大学教授、武蔵工業大学（現東京都市大学）元学長。旧経済団体連合会（現日本経済団体連合会）初代会長の石川一郎は父。鹿島建設会長、日本商工会議所会頭の石川六郎は弟。

## 来歴・人物
東京都出身。
1928年に東京高等師範学校附属小学校（現・筑波大学附属小学校）、1933年に同附属中学校（現・筑波大学附属中学校・高等学校）を卒業。附属中の同級生には、中村光夫（文芸評論家）、島田秀夫（日本サッカー協会名誉会長）、小川平四郎（初代駐中国大使）などがいる。
1939年に東京帝国大学工学部応用化学科卒業。同年日産液体燃料（現在の日産化学の前身の一つ）入社。戦後、1947年に東京大学工学部助教授、1960年に同教授を歴任。1976年に退官して東京理科大学教授となり、1978年に武蔵工業大学学長に就任。
日本の品質管理の父と賞され、QCサークル活動の生みの親。日本における品質管理、特にTQC（Total Quality Control、全社的品質管理）の先駆的指導者の一人である。
1962年、雑誌『現場とQC』（1973年に『FQC』、1988年に『QCサークル』と改称）を創刊。職場内で小グループをつくって自発的に品質管理活動を実践していくことを提唱し、この小グループを｢QCサークル｣と名づけた。
また、クレーム事項に関連する多数の要因をマッピングする手法のひとつ、特性要因図（cause and effect diagram、ishikawa diagram、fishbone diagram）を創案した。「品質管理は教育に始まり教育に終わる」との名言を残している。
1952年デミング賞本賞（日本科学技術連盟）、1982年シューハート・メダル（American Society for Quality）受賞。墓所は染井霊園。

## 著作
- 初等実験計画法テキスト(1968)
- 日本的品質管理(1981)
- 日本的品質管理 ― TQCとは何か(1984)
- 誰にでもわかるTQCのはなし(1985)
- 品質管理入門(1989)